# Igreja da Misericórdia de Arcos de Valdevez
A Igreja da Misericórdia de Arcos de Valdevez é uma igreja situada em Arcos de Valdevez, em Portugal. A igreja, de estilo barroco e neoclássico, foi edificada entre 1595 e 1597, com intervenções decorativas nos séculos posteriores. A construção foi iniciativa da Confraria de Nossa Senhora da Misericórdia de Arcos de Valdevez, à qual ainda hoje pertence. Em 1996 foi classificada como Imóvel de Interesse Público.